# Restiosporium pallentis
Restiosporium pallentis är en svampart som beskrevs av Vánky & R.G. Shivas 2006. Restiosporium pallentis ingår i släktet Restiosporium och familjen Websdaneaceae.   Inga underarter finns listade i Catalogue of Life.